# Lorentz-erő

A Lorentz-erő

A Lorentz-erő az elektromágneses térben egy elektromos töltésre ható erő. Ennek két komponense közül az elektromos arányos és egyirányú az elektromos térerősséggel, a mágneses arányos és merőleges a mágneses indukcióra és a töltés sebességére. A Lorentz-erő Hendrik Lorentz (1853 – 1928) holland fizikus nevét viseli.
A mágneses erő az az erő, amely a mágnesesség miatt gyorsulásra késztethet a hatása alatt lévő tömeget.
Egy erőt konzervatív erőnek nevezünk, ha kifejezhető egy potenciál gradienseként (egy konzervatív erő állandó irányú, és nagyságú erőt jelent). Ilyenek például a gravitációs erő, az elektrosztatikus erő stb. A nemkonzervatív erők például a súrlódási erők stb. A mágneses erő nem konzervatív. A nemkonzervatív erőket disszipatív erőknek is nevezik. A disszipatív erő energiaveszteséget okoz.
Mozgó elektromos töltés (elektromos áram) vagy az elektromos mező változása  létrehozhat mágneses mezőt (mágneses tér, mágneses erőtér).  A mágneses mezőt jellemző fizikai mennyiség a mágneses fluxussűrűség, mértékegysége a tesla (Vs / m2).
A mágneses erőtér által kifejtett munkát általában nem a megszokott SI-beli erő mértékegységgel (newton) jellemzik, hanem közvetett módon a mágneses térerősséggel, mert azt sokkal könnyebb mérni.
A mágneses erőtér mértékének kifejezésére az SI-mértékegységrendszerben a  tesla, a CGS rendszerben a gauss mértékegységeket használják [1 Tesla = 10 000 Gauss, másképpen 10 G = 1 mT (1 millitesla) ]. A gaussban (rövidítve: G) megadott mágneses térerősség egységét az 1 cm² területen áthaladó mágneses erővonalak száma jelenti. Viszonyításképpen néhány adat a mágneses erő mértékére: a Föld mágneses mezője kb. 0,5 G erősségű, az átlagos hűtőmágnesek 35-200 G, az iparban használatos eszközök 300-5000 G erősségűek. Az MRI vizsgálat során 200 000 G erősségű mágneses teret alkalmaznak.
A lokális mágneses erőt többnyire magnetométerrel mérik, amely valójában a mágneses térerősséget méri. Távolabbi mágneses hatásokat rádióteleszkópokkal lehet kimutatni.
A Lorentz-erő:
{\displaystyle F=q(E+v\times B)}
Ha E=0, azaz ha az elektromos mező azonosan zérus, akkor a Lorentz-erő a mágneses erő:
{\displaystyle F=q(v\times B)}
ahol
F az erő (N)
E az elektromos térerősség (V/m)
B a mágneses indukció (T)
q a részecske elektromos töltése (C)
v a részecske pillanatnyi sebessége (m/s)
és az × a vektoriális szorzás jele.

## Az erő nagysága
A Lorentz-erő nagysága
{\displaystyle {\vec {\mathbf {F} }}=q\left({\vec {\mathbf {E} }}+{\vec {\mathbf {v} }}\times {\vec {\mathbf {B} }}\right)}
ahol q az elektromos töltés, E az elektromos térerősség, B a mágneses indukció és v az elektromos töltés sebessége. A Lorentz-erő mágneses komponense nem végez munkát, a mágneses tér egy mozgó töltött részecske kinetikus energiáját nem változtatja meg.

## Áramjárta vezetőre ható erő
A Lorentz-erő a mágneses tér által kifejtett erő egy áramjárta vezetőre. Ha egy elektromos vezetékbe áramot vezetünk, magában a vezetékben elektromos töltés halad végig. Emellett azonban jelen vannak szabadon mozgó (nem a vezetékben lévő) töltött részecskék, amikre szintén erő hat, ha azok mágneses térbe kerülnek.
A Lorentz-erő függ:
- Mágneses indukcióvektor nagyságától (B)
- Áramerősségtől (I)
- Vezető hosszától (L)

{\displaystyle F=B\cdot I\cdot l}
- Értéke maximális, ha a mágneses indukcióvonalak merőlegesek a vezetőre.
- Értéke zérus, ha a mágneses indukcióvonalak párhuzamosak a vezetővel.

### Mágneses Lorentz-erő
Ha a mágneses térben egy adott P ponton t idő alatt N számú, egyenként Q töltésű részecske halad keresztül azonos irányban és azonos sebességgel, akkor az általuk képviselt áramerősség: I=NQ/t. A v sebességű Q töltés tegyen meg l=vt utat a B indukciójú térben. Ekkor az N számú részecskére ható erő:
{\displaystyle F=I(l\times B)=(NQ/t)(vt)\times B=NQ(v\times B)}
Ily módon az egyetlen részecskére ható erő:
{\displaystyle F=Q(v\times B)}
Ezt az erőt mágneses Lorentz-erőnek nevezzük. A fenti összefüggés a megfigyelt kísérleti eredményekkel teljes megegyezésben van.
Az F erő nagysága:
{\displaystyle F=QvB\sin \theta }
ahol θ a v és B közötti szöget jelenti.
A mágneses erő eltűnik (zérus), ha v=0, valamint, ha v egybe esik (párhuzamos vagy ellentétes) a B vektor irányával. A sebességre és a mágneses indukcióra merőleges eltérítő erő maximális, ha v merőleges B-re: {\displaystyle F_{max}=QvB}.